# Steve Daley
Steve Daley (Barnsley, 15 aprile 1953) è un ex calciatore inglese, di ruolo centrocampista.

## Carriera
Totalizza 455 presenze e 77 gol tra campionati inglesi e NASL, terminando la carriera nelle divisioni minori del calcio inglese. Nel 2007 il Times stilò la classifica dei 50 peggiori calciatori nella storia della Premier League, inserendo Daley al tredicesimo posto.

## Palmarès

### Club

#### Competizioni nazionali
- Coppa di Lega inglese: 1

Wolverhampton: 1973-1974
- Second Division: 1

Wolverhampton: 1976-1977
- Conference League Cup: 1

Kettering Town: 1986-1987